# Jarnac
Jarnac település Franciaországban, Charente megyében. Lakosainak száma 4478 fő (2022. január 1.). Jarnac Bourg-Charente, Chassors, Foussignac, Julienne, Les Métairies, Triac-Lautrait és Mainxe-Gondeville községekkel határos.

## Népesség
A település népességének változása:
| Lakosok száma | 4717 | 4861 | 4786 | 4535 | 4449 | 4424 | 4403 | 4434 | 4447 | 4478 |
|               | 1968 | 1982 | 1990 | 2006 | 2013 | 2015 | 2017 | 2019 | 2020 | 2022 |